# Ian Steel
Ian Steel (Glasgow, 28 december 1928 – Largs, 20 oktober 2015) was een Brits wielrenner uit Schotland.

## Levensloop en carrière
Steel werd professioneel wielrenner in 1951. In zijn eerste profjaar won hij de Ronde van Groot-Brittannië. In 1952 won hij de Vredeskoers. In dat jaar werd hij ook Brits kampioen op de weg. Tussen 1953 en zijn laatste profjaar 1956 zou hij geen overwinningen meer behalen.
Steel overleed in 2015 op 86-jarige leeftijd in zijn woonplaats Largs.

## Resultaten in voornaamste wedstrijden
| Jaar | Ronde van Italië | Ronde van Frankrijk | Ronde van Spanje |
| ---- | ---------------- | ------------------- | ---------------- |
| 1955 |                  | opgave              |                  |